# Martin Valjent
Martin Valjent, född 11 december 1995, är en slovakisk fotbollsspelare som spelar för Mallorca.

## Klubbkarriär
Efter ett par år i Italien och spel i Serie B blev Valjent klar för den spanska klubben Mallorca. Kontraktet varar fram till den 30 juni 2025.

## Landslagskarriär
Valjent kallades upp till det slovakiska landslaget av den dåvarande förbundskaptenen Ján Kozák för att spela mot Nederländerna respektive Marocko. Debuten kom den 4 juni 2018 mot Marocko, där han ersatte Tomáš Hubočan i den 79:e minuten.